# معامله روز
معامله روز (به انگلیسی: Deal of the day) یک روش تجارت الکترونیک است که در آن یک وبگاه یک محصول خاص را برای مدت ۲۴ تا ۳۶ ساعت پیشنهاد می‌کند. مشتریان بالقوه به عنوان یک عضو سایت ثبت نام می‌کنند و پیشنهادها آنلاین و دعوت نامه‌هایی از طریق ای میل و شبکه‌های اجتماعی به آن‌ها اعلام می‌گردد. این سایت‌ها از سال ۲۰۱۱ تا کنون در حال معروف شدن هستند. اگر چه نگرانی‌های جدیدی در مورد مدت بقای این پیشنهادها برای تجارت‌های کوچک شکل گرفته‌است.

## تاریخچه
این ایده با معرفی سایت en:Woot در ژوئیه ۲۰۰۴ شناخته شد. هرچند Woot به عنوان یک سایت حبابی دات کام شناخته می‌شود. تا اواخر ۲۰۰۶ صنعت deal-of-the-day به صورت وسیعی گسترش یافت و شمار این سایت‌ها به بیش از ۱۰۰ عدد رسید. در نوامبر ۲۰۰۸، گروپان وارد بازار شد و دومین شرکت آنلاینی شد که به ارزش میلیارد دلاری سریع دست یافت.
دیگر تجارت‌های آنلاین، از جمله فیسبوک سایت‌های Daily Deal خود را تست که با شکست مواجه شد. گرچه شبکه‌های اجتماعی با ارائه گسترده پیشنهادها به رشد این سایت‌ها شتاب بخشیدند.

## مروری بر مدل تجارت
این تجارت با فراهم آوردن امکان ارائه مستقیم خدمات تخفیف خرده فروش‌ها به مشتریان کمپانی deal-of-the-day - که بخشی از سود خرده فروش را برمی‌دارد - کار می‌کند¬. این به خرده فروش‌ها این امکان را می‌دهد نام خود را شناخته شده تر کنند و موجودی مازاد را به سرعت بفروشند.
بیشتر سایت‌های deal-of-the-day مستقیماً با تجارت‌های محلی و خرده فروش‌های آنلاین کار می‌کنند تا تخفیف‌های قابل توجهی ارائه دهند. با استفاده از فرمول خرید گروهی، حداقل و حداکثر تعداد پیشنهادها در دسترس قرار می‌گیرد. پیشنهادها معمولاً برای ۲۴ ساعت ارائه می‌شوند، هرچند پیشنهاد با مدت‌های طولانی‌تر برای افزایش فروش و ارائه چند پیشنهاد همزمان در یک مکان نیز ارائه می‌شود.
توضیحات پیشنهادها - گاهی با متون خلاقانه و طنز - به مشتری‌ها ای میل می‌شود. برخی از سایت‌ها به اعضا اجازه می‌دهند یک ای میل به صورت روزانه یا هفتگی دریافت کنند یا برای همه پیشنهادها مطلع گردند. هنگامی که حداقل پیشنهادها خریداری شد، مبالغ از کارت اعتباری مشتری‌ها کم می‌شود و کارت خرید قابل دریافت خواهد بود. کارت‌های تخفیف بعد از مدتی منقضی می‌شوند اما مقدار اولیه تا پایان باقی خواهد ماند.
محصولات و خدماتی که بیشتر از این طریق ارائه می‌شوند عبارت است از: پوشاک، رستوران‌ها و بارها، سالون‌های زیبایی و آب گرم، وقایع خاص، محصولات سلامت و فیتنس و پکیج‌های مسافرتی.

## بازاریابی
بیشتر تجارت‌هایی که با سایت‌های تخفیف قرارداد دارند، آن را بازاریابی قلمداد می‌کنند نه ابزار مستقیم سوددهی. درمیان تخفیف زیاد و پرداخت سهم سایت deal-of-the-day، سود ارائه دهنده خدمات کم یا صفر خواهد بود. شواهد حاکی از افزایش قابل توجه فروش کلی شرکت با ارائه پیشنهادها روزانه است. بسیاری از مشتریان بر مبنای قیمت پایین به دنبال این پیشنهادها می‌گردند که احتمال بازگشت آن‌ها و استفاده از خدمات بدون تخفیف‌های مشابه پایین خواهد بود. البته مطالعات نشان می‌دهد که برای تجارت‌های کوچک و شرکت‌های تازه تأسیس، پیشنهادها روزانه می‌تواند ۳۰٪ افزایش در سوددهی را به همراه داشته باشد.

## چشم‌اندازتجارت
تحلیل گران پیش‌بینی کرده‌اند که درآمد صنعت به چند میلیارد دلار تا پایان ۲۰۱۱ خواهد رسید. بنا به مطالعات BIA/Kelsey، درآمد از ۸۷۳ میلیون دلار به ۳٫۹ میلیارد دلار تا سال ۲۰۱۵ رشد خواهد کرد.
افزایش سرمایه‌گذاری نشان دهنده رشد ادامه‌دار این صنعت است. برای مثال ارائه اخیر سایت‌های daily deal از شرکت‌های فیسبوک، آمازون، گوگل و ای تی اند تی.
علیرغم رشد مثبت، برخی مطالعات حاکی از ضعف ساختاری این صنعت است که باید به آن‌ها اشاره نمود. به عنوان مثال، مشتری‌ها علاقه کمی به خرید دوباره بدون تخفیف نشان می‌دهند و درصد زیادی از فروشنده‌ها تمایلی به پیشنهادها مشابه در آینده ندارند. به همین دلیل ممکن است لازم شود شرکت‌های ارائه تخفیف، سهم کمتری از میزان فعلی (۲۰ تا ۵۰٪) از فروش را بردارند.